# ヘルマン・コーエン
ヘルマン・コーエン（ドイツ語: Hermann Cohen, 1842年7月4日 - 1918年4月4日）は、ドイツのユダヤ人哲学者。新カント派マールブルク学派の創設者の1人として知られ、ときに「19世紀で最も重要なユダヤ人哲学者」と称せられる。

## 生涯
1842年、アンハルト＝ベルンブルク侯国のコースヴィヒで、熱心なユダヤ教徒の家庭に生まれた。父はコーエンが3歳半になったときからユダヤ教の教育を始めた。コーエンはラビになるべく、1859年にブレスラウのユダヤ神学校に入学するが、興味は神学から哲学へ移り、ブレスラウ大学、ベルリン大学で学び、ハレ大学にてアリストテレスに取り組み、学位を取得。そして数学と自然科学の研究に専念する。そのなかで、イマヌエル・カント研究に取り組み、1871年に『純粋理性批判』の注釈書である『カントの経験の理論』(Kants Theorie der Erfahrung) を書く。これがフリードリヒ・アルベルト・ランゲに評価され、1873年にマールブルク大学の講師になる。さらに1876年には、ランゲの講座を引継ぎ、哲学正教授になる。その後も、1877年には『実践理性批判』の注釈書である『カントの倫理学の基礎付け』(Kants Begründung der Ethik) を、1889年には『判断力批判』の注釈書である『カントの美学の基礎付け』(Kants Begründung der Ästhetik) を出版し、1880年にマールブルクへやってきていたパウル・ナトルプとともに、新カント派マールブルク学派の形成に貢献した。この期間の弟子に、エルンスト・カッシーラーがいる。さらに、カントの思想に基づきながら、1902年の『純粋認識の論理学』、1904年の『純粋意志の倫理学』、1912年に『純粋感情の美学』を立て続けに出版し、独自の哲学を展開していく。
そして、アカデミズムにおける反ユダヤ主義勢力のために、1912年に大学を辞職し、ベルリンへ移る。1913年よりユダヤ教学アカデミー (Hochschule für die Wissenschaft des Judentums) で教え始めるが、これ以後のコーエンの関心はもっぱら宗教に向かっていた。1915年に『哲学体系における宗教の概念』や、1915年には遺著『ユダヤ教の源泉からの理性の宗教』を出版する。この期間の弟子に、フランツ・ローゼンツヴァイクがいる。
1918年、ベルリンで死去。